# Signe de Babinski
El signe de Babinski és l'extensió dorsal del dit gros del peu i obertura dels altres dits en resposta a l'estimulació plantar del peu, signe característic de lesió de la via piramidal. Es produeix gratant amb un objecte rom que produeixi una molèstia moderada (sense ser dolorós) per la vora externa de la planta del peu, des del taló fins als dits. En canvi, la resposta normal seria la flexió plantar dels dits.

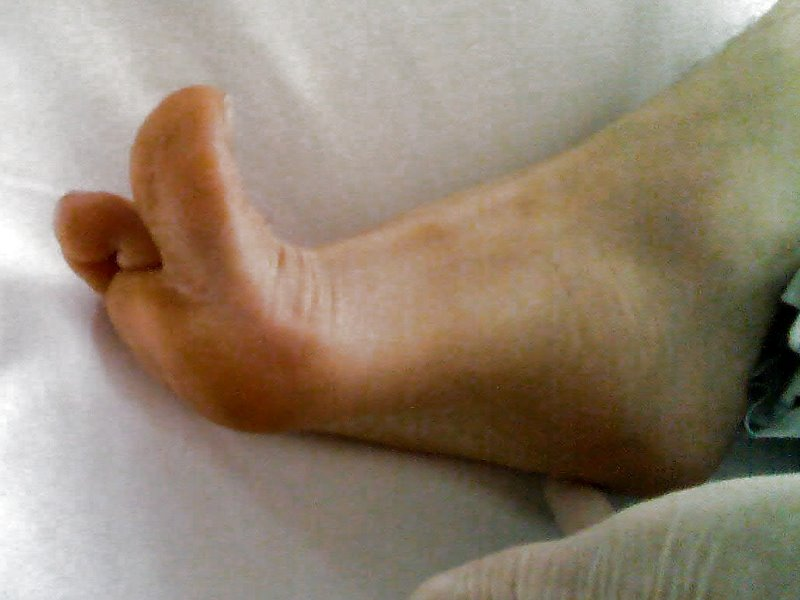
Signe de Babinski positiu

Com amb la resta de signes de lesió de la via piramidal, existeix un determinat grau de paràlisi espàstica, hipertonia, pèrdua del to de reflex profund del tendó, i hiperactivitat de reflexos abdominals i cremastèrics. La resposta anormal indica una anomalia metabòlica o estructural en el tracte corticoespinal des del reflex segmentari, i per tant, es pot observar en presència de lesions estructurals com hemorràgia, tumors cerebrals, compressió medul·lar i múltiples tipus d'esclerosi, i en estats metabòlics anòmals com en el cas d'hipoglucèmia o hipòxia.